# Kamakan
Kamakan (Kamakã, Kamakán, Camacan), glavno pleme indijanske jezične porodice camacanian koji su živjeli na području brazilske države Bahia uz rijeke Ilheus, Contas y Pardo.
Njihov jezik kamakan ili ezeshio je izumro.